# (8621) Jimparsons
(8621) Jimparsons est un astéroïde de la ceinture principale.

## Description
(8621) Jimparsons est un astéroïde de la ceinture principale. Il fut découvert le 1er mars 1981 à Siding Spring par Schelte J. Bus. Il présente une orbite caractérisée par un demi-grand axe de 3,14 UA, une excentricité de 0,16 et une inclinaison de 4,3° par rapport à l'écliptique.

## Compléments